# Twillingate
Twillingate is een plaats en gemeente (town) in de Canadese provincie Newfoundland en Labrador. De gemeente ligt op de Twillingate-eilanden in het uiterste oosten van Notre Dame Bay, voor de noordkust van het eiland Newfoundland.

## Toponymie
De naam "Twillingate" is een verbastering van de oorspronkelijke Franse naam Toulinguet. Die naam verwijst naar het Pointe du Toulinguet, een kaap in het westen van Bretagne (nabij Brest).

## Geschiedenis
De plaats behoorde tot 1783 tot de zogenaamde Franse kust van Newfoundland, een kustgebied waar de Fransen visserijrechten hadden.
In 1962 kreeg de plaats Twillingate officieel een gemeentebestuur. De gemeente verkreeg haar huidige grondgebied door de annexatie van buurgemeenten Durrell en Bayview op 1 januari 1992.

## Geografie
De fusiegemeente Twillingate ligt verspreid over twee eilanden, namelijk North en South Twillingate Island. Ongeveer 80% van South Twillingate Island maakt deel uit van de gemeente, op het zuidoostelijke gedeelte en het westelijke gehucht Ragged Point na. Voorts behoort ook het zuidelijke helft van North Twillingate Island tot de gemeente. Beide eilanden liggen op het smalste punt minder dan 100 meter uit elkaar en worden met elkaar verbonden door Route 340.
Behalve Twillingate zelf behoren ook verschillende andere kleine plaatsen tot de gemeente. Het betreft enerzijds het dorp Durrell en de tezamen als Bayview beschouwde gehuchten Manuel's Cove, Gillard's Cove en Bluff Head Cove op het zuidereiland, en anderzijds Wild Cove en Back Harbour op het noordereiland. Die laatste twee plaatsen behoorden ook historisch, dus voor de fusie, tot de gemeente Twillingate.

## Demografie
Demografisch gezien is Twillingate, net zoals de meeste afgelegen gemeenten in de provincie, aan het krimpen. Tussen 1991 en 2021 daalde de bevolkingsomvang van 2.969 naar 2.121. Dat komt neer op een daling van 848 inwoners (-28,6%) in dertig jaar tijd.
| Demografische ontwikkeling van Twillingate tussen 1991 en 2021  |
| --------------------------------------------------------------- |
|                                                                 |
| Bron: Statistics Canada (1991–1996, 2001–2006, 2011–2016, 2021) |

### Taal
In 2021 hadden vrijwel alle inwoners van Twillingate het Engels als moedertaal en was iedereen er die taal machtig. Hoewel niemand het Frans als moedertaal had, waren er 20 mensen die die andere Canadese landstaal konden spreken (0,9%). Vrijwel niemand was in 2021 een andere taal dan het Engels of Frans machtig.

## Gezondheidszorg
In de gemeente bevindt zich het Notre Dame Bay Memorial Health Centre, een gezondheidscentrum dat zowel primaire als langetermijnzorg aanbiedt aan de inwoners uit de ruime omgeving. Deze zorginstelling valt onder de bevoegdheid van Central Health, de gezondheidsautoriteit van Centraal-Newfoundland.

## Galerij

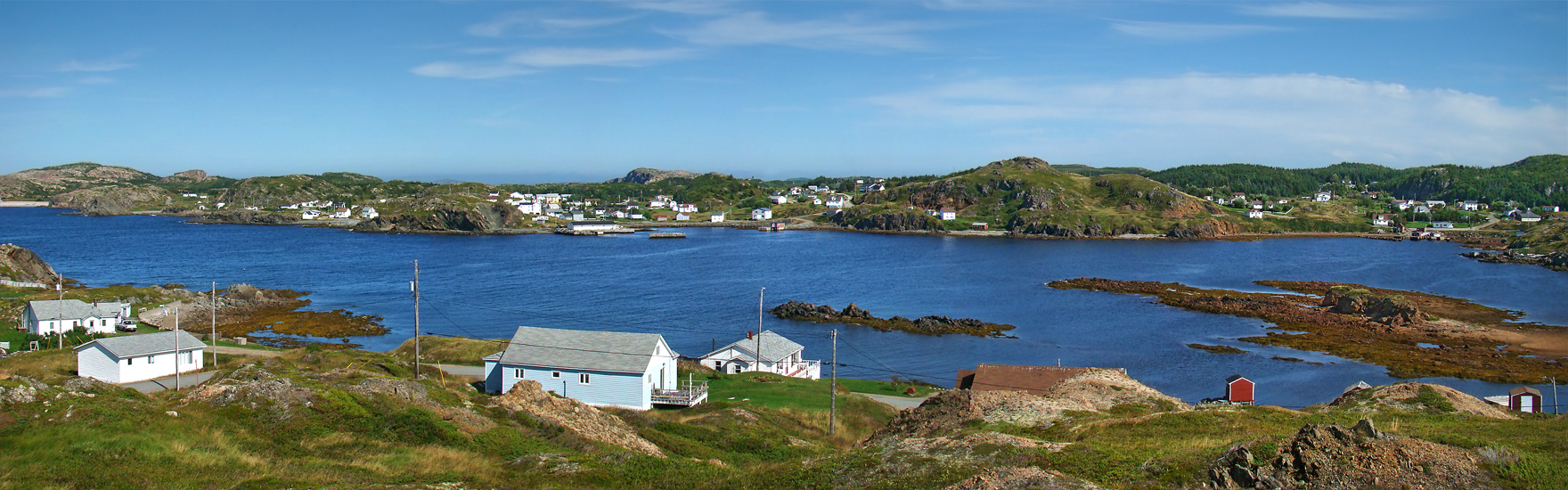
Panoramisch zicht op het plaatsje Durrell, dat deel uitmaakt van de gemeente Twillingate, aan de noordkust van South Twillingate Island

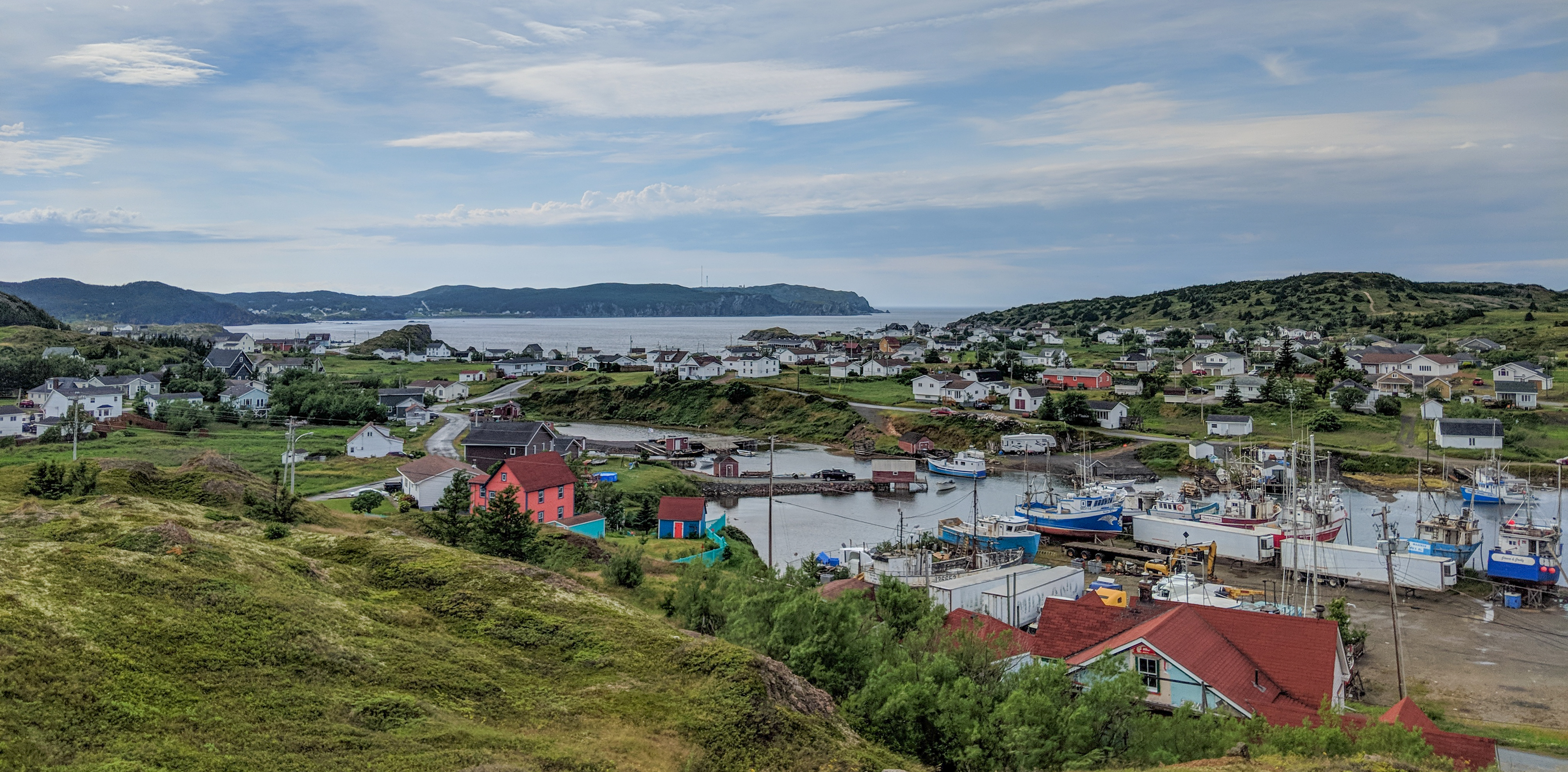
Het dorpscentrum van Twillingate
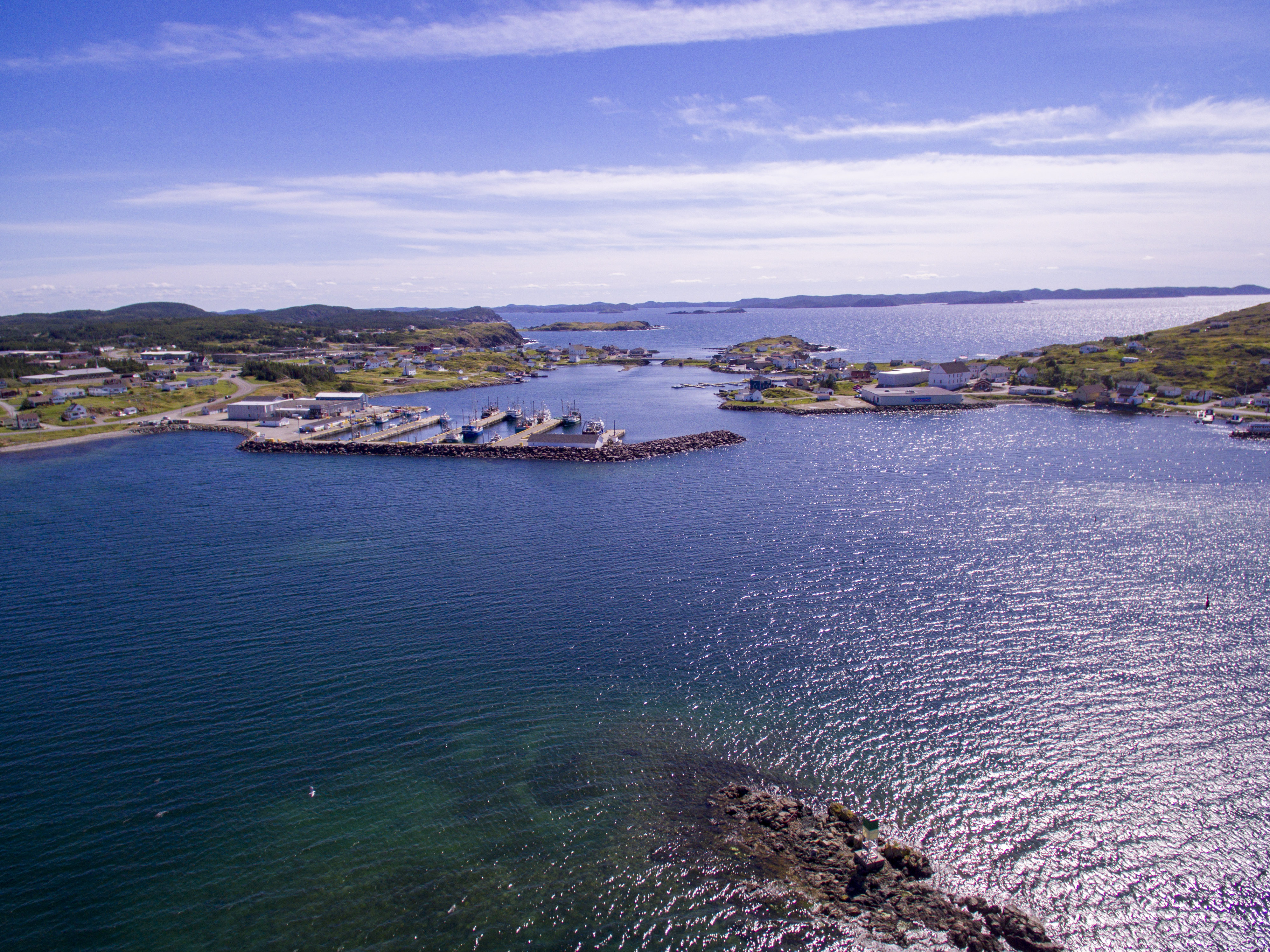
Zicht op de haven van Twillingate, die verspreid is over North en South Twillingate Island
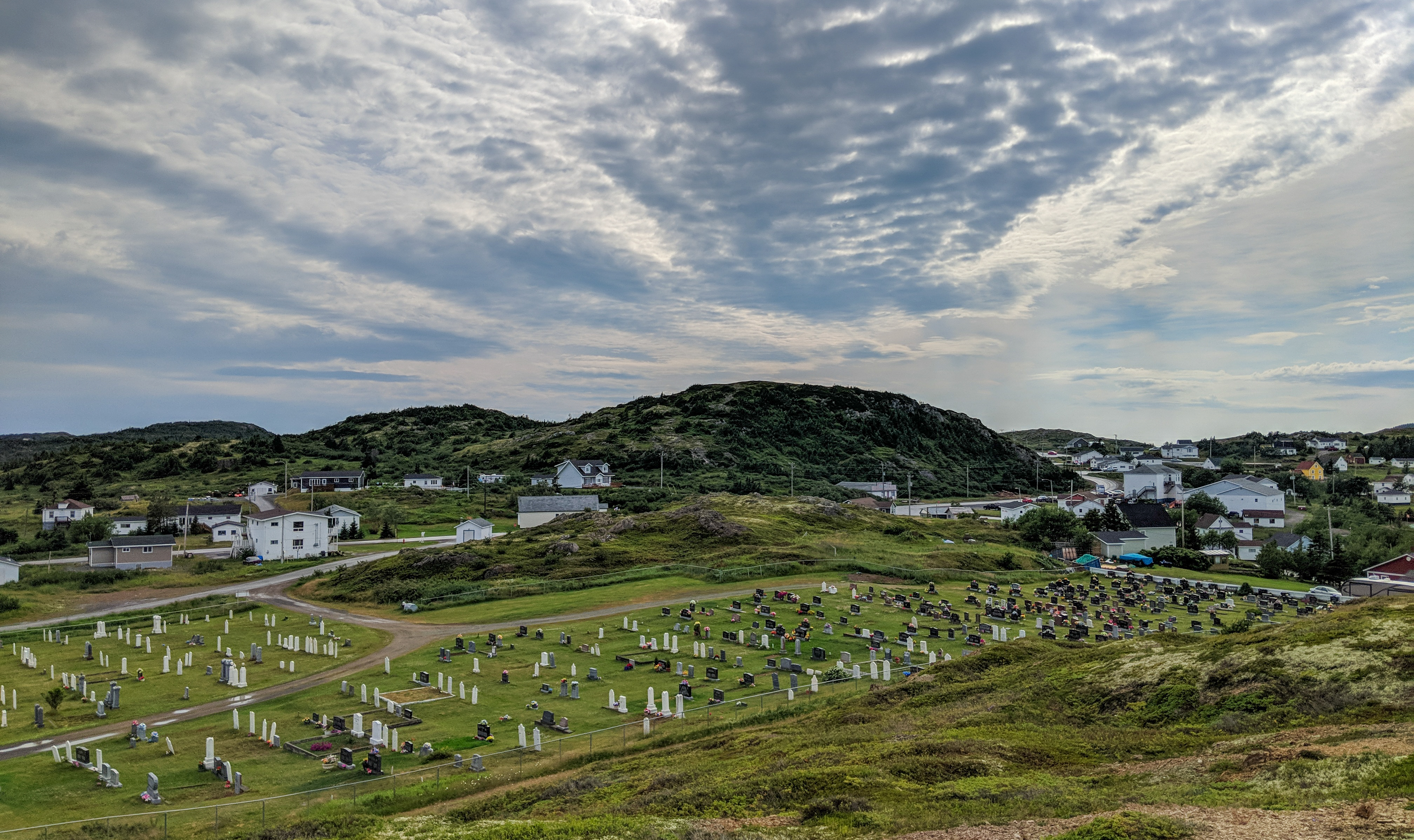
Kerkhof van de gemeente